# Delphacinus
Delphacinus är ett släkte av insekter som beskrevs av Franz Xaver Fieber 1866. Delphacinus ingår i familjen sporrstritar.
Kladogram enligt Catalogue of Life och Dyntaxa:
| Delphacinus | \| \| Delphacinus delphacinus \| \| \| \| \| \| Delphacinus delphax \| \| \| \| \| \| Delphacinus liburnia \| \| \| \| \| \| Delphacinus lukjanovitshi \| \| \| \| \| \| Delphacinus mesoemelas \| \| \| \| \| \| Delphacinus mesomelas \| \| \| \| |
|             | \| \| Delphacinus delphacinus \| \| \| \| \| \| Delphacinus delphax \| \| \| \| \| \| Delphacinus liburnia \| \| \| \| \| \| Delphacinus lukjanovitshi \| \| \| \| \| \| Delphacinus mesoemelas \| \| \| \| \| \| Delphacinus mesomelas \| \| \| \| |
|             | Delphacinus delphacinus |
|             | |
|             | Delphacinus delphax |
|             | |
|             | Delphacinus liburnia |
|             | |
|             | Delphacinus lukjanovitshi |
|             | |
|             | Delphacinus mesoemelas |
|             | |
|             | Delphacinus mesomelas |
|             | |